# ʿAbd al-ʿAlī al-Hasanī
Sayyid Abd al-Ali al-Hasani (* 1. Dezember 1893 in Haswa; † 7. Mai 1961) war ein indischer islamischer Gelehrter und Vorsitzender der Nadwat al-ʿUlamāʾ von 1931 bis 1961.

## Leben
al-Hasani war der Sohn des Gelehrten ʿAbd al-Hayy al-Hasanī (1869–1923), des Vorsitzenden der Nadwat al-ʿUlamāʾ (1915–1923), und seiner ersten Ehefrau Sayyida Zaynab (gest. 1901). Er war der ältere Halbbruder des Gelehrten und späteren Vorsitzenden der Nadwat ulama, Abu al-Hasan Ali al-Hasani Nadwi. Während seiner Kindheit lernte er in Haswa und später in Takiya Kalan bei seinem Vater, Großvater und anderen Lehrern. Später wurde er von Lehrern unterrichtet, die an der Dar al-ulum der Nadwat ulama beschäftigt waren: fiqh, usul al-fiqh und Astronomie sowie Geometrie. Er lernte ebenfalls bei Husayn b. Muhsin al-Yamani, einem bedeutenden Protagonisten der Ahl-i Hadīth. Ab Ende 1910 studierte er an der Dar al-ulum in Deoband. Dort war er eng verbunden mit dem Rektor der Dar al-ulum, Muhammad al-Hasan, der Beziehungen zu al-Hasanis Vater unterhielt. Er lernte dort ebenfalls bei Muhammad Anwar Schah Kaschmiri, dem späteren Rektor der Dar al-ulum in Deoband. 
Nach seinem theologischen Studium begann er ein Studium der klassischen Medizin bei seinem Urgroßonkel sowie einem Bekannten seines Vaters. 1919 erhielt er am King College in Lucknow den Bachelor of Science und am Medical College ebendort den Doktortitel im Jahre 1926. Hierauf wurde er in Lucknow als eigenständiger Arzt tätig. Zu dieser Zeit wurde er sufischer Schüler von Husayn Ahmad Madani. 1926 unternahm er die Pilgerfahrt nach Mekka. Dort nahm er am vom saudischen König einberufenen muslimischen Weltkongress als Teil der indischen Abteilung teil, währenddessen er eine Audienz beim saudischen König erhielt. Ebenso kam er in Kontakt mit bedeutenden arabischen Denkern wie Raschid Rida, Amir Sakab Arslan und Muhammad b. Ahmad al-Amri al Magribi. Er lernte bei Mahmud b. Ahmad aschSchahir und Alfa Hashim al-Futi al-Tigani. 1928 wurde er vom Konstitutivrat der Nadwa zum stellvertretenden Vorsitzenden gewählt. Da der eigentliche Vorsitzende, Ali Hasan Khan, schwer erkrankt war, übernahm er de facto die Leitung der Nadwat ulama.
Nach seiner Rückkehr nach Lucknow im Jahre 1929 wurde er dort erneut tätig und begann mit der Ausbildung seines jüngeren Bruders Abu l-Hasan. Auf den Tod Hasan Khans im Jahre 1931 folgend, wurde er im Juni dieses Jahres zum Vorsitzenden der Nadwa gewählt. Als Vorsitzender der Nadwa war er Unterstützer der Congress-Bewegung, wie die meisten bedeutenden Gelehrten des Dar al-ulum in Deoband. Ebenso war er auf Einheit der Nadwa bedacht, indem er sich an die zuvor abgespaltene Sibli-Gruppierung wandte. Ebenso vernetzte er sich mit der Dar al-musannifin in A'zamgarh unter Führung von Sayyid Sulayman Nadwi und Mas'ud Ali Nadwi. Weiterhin legte er den Grundstein für Beziehungen der Nadwa zu islamischen Gelehrten in den arabisch-islamischen Ländern, vorrangig in den Hedschas und Ägypten. Diese Beziehungen wurden später unter der Leitung seines Bruders und Nachfolgers Abu l-Hasan ausgebaut. 
Der Nepotismus an der Nadwa, der bereits unter dem Vorsitz seines Vaters begonnen hatte, wurde von al-Hasani fortgesetzt. So wurde sein Bruder Abu l-Hasan Lehrer am Dar al-ulum der Nadwa. Am 18. Juli 1940 erhielt die Nadwa Besuch vom Vorsitzenden der Tabliri Gama'at, Muhammad Ilyas Kandhalawi, welcher in einer sich verstärkenden Verbindung der Nadwa und der Tabliri Gama'at resultierte, die in den folgenden Jahrzehnten an Intensität gewann. Ebenso wurde die Organisationsstruktur der Nadwa durch al-Hasani im Sinne einer da'wa-Institution (Werbung für den Islam) umgebaut. Persönlich waren für al-Hasani die Tode seiner Frau und seines spirituellen Lehrers Madani im Jahre 1957 eine niederschmetternde Erfahrung. Zu dieser Zeit verschlechterte sich sein Gesundheitszustand weiter durch die Zunahme seines Bluthochdrucks. Im Jahre 1961 starb er an Herzversagen und wurde in Takiya Kalan beerdigt. Nach seinem Tod übernahm sein Bruder Abu l-Hasan Nadwi die Führung der Nadwa.